# Menophra senilis
Menophra senilis là một loài bướm đêm trong họ Geometridae.